# Walter Migula
Walter Emil Friedrich August Migula (* 4. November 1863 in Zyrowa (Landkreis Groß Strehlitz, Oberschlesien); † 23. Juni 1938 in Eisenach) war ein schlesischer, deutscher Botaniker. Sein offizielles botanisches Autorenkürzel lautet „Mig.“

## Leben

### Familie
Walter Migula wurde am 4. November 1863 als Sohn des Gräflich Nostitz'schen Oberförsters Emil Migula und seiner Ehefrau Luise geb. Engels in Oberschlesien geboren. Er war mit Johanna Hedwig Wieser verheiratet und hatte mit ihr mehrere Kinder.

### Werdegang
Migula promovierte 1888 in Breslau zu dem Thema "Ueber den Einfluss stark verdünnter Säurelösungen auf Algenzellen". Als außerordentlicher Professor lehrte er an der Technischen Hochschule Karlsruhe ab 1893, von 1904 bis 1915 als Professor an der Forstakademie Eisenach.
Neben wissenschaftlichen Arbeiten zu Kryptogamen und Bakterien veröffentlichte er auch populäre Werke zur allgemeinen Pflanzenbiologie.

## Werke
- Bakterienkunde für Landwirte. Berlin: Parey, 1890. Digitalisierte Ausgabe
- Morphologie, Anatomie und Physiologie der Pflanzen. 2., verb. Aufl., Leipzig: Goeschen, 1906.  Digitalisierte Ausgabe der Universitäts- und Landesbibliothek Düsseldorf
- Praktisches Pilz-Taschenbuch. Stuttgart: Strecker & Schröder, 1910.
- Die Grünalgen. 1912.
- Pflanzenbiologie: Schilderungen aus d. Leben d. Pflanzen. 2., verb. Aufl., Leipzig: Quelle & Meyer, 1926.